# Procimequat
Espèce
Procimequat désigne un agrume hybride triploïde du limequat Eustis (lui même croisement de lime et de kumquat rond) et du kumquat sauvage de Hong-Kong. Il était traditionnellement classé dans le genre Citrofortunella.
Il s'agit d'une curiosité botanique non cultivée, sa rusticité étant moindre que celle des kumquats.

## Dénomination
Pro-c-imequat est la contraction de Protocitrus x Limequat , Protocitrus Swingle est un sous-genre créé par Swingle en 1915. Dans la nomenclature binomiale ((Citrus aurantifolia var. Mexican x Fortunella japonica (Thunb.) Swing.) [diploïde]) x (Fortunella hindsii (Champ.) Swing. [tétraploïde]). Fortunella pouvant être remplacé par Citrus dans la classification Mabberley (1997). Il est décrit résultant d'une pollinisation croisée du limequat Eustis avec Fortunella hindsii.
Procimequat apparait dans Standardized plant names en 1942 comme Fortunella hindsi x limequat.

## Histoire
À partir de 1908 Swingle réalise un grand nombre d'hybridations à la Station expérimentale subtropicale de l'Université de Floride, il obtient notamment les limequats. Albert Edward Longley (1893-1984) écrit que dans «la vaste collection d'hybrides d'agrumes bigénériques du Dr Swingle, il y avait trois jeunes plantes, résultat du croisement d'un limequat, Fortunella margarita x Citrus aurantifolia, avec Fortunella hindsii», ce sont nos procimequats qu'il ne nomme pas encore ainsi. Swingle en donne la description en 1943 sous le nom de Procimequat.
L'intérêt de cet hybride est perçu par ses descripteurs. A. E. Longley met en évidence (1925 et 26) qu'il est triploïde avec 3n = 27 chromosomes, 18 fournis par le kumquat sauvage parent mâle et 9 (qui est la norme pour les agrumes) par le limequat. Il écrit «La découverte de cet hybride triploïde montre qu'il est possible de produire des agrumes triploïdes par des croisements appropriés. On espère que dans ce croisement ou dans des croisements similaires, le kumquat sans pépins tant désiré sera produit». Le kumquat sans pépins Nordmann Seedless découvert par G. O. Nordmann en 1965 n'est pas un hybride mais un mutant du kumquat long Nagami. Dans sa description, Swingle (1943) précise «Le procimequat est en réalité intermédiaire entre un véritable rétro-croisement bigénérique et un hybride trigénérique».

## Description
Le petit arbre est vigoureux avec une fructification abondante, en grappes. Les fruits sont un peu plus gros que ceux du kumquat sauvage Fortunella hindsii (1,2 cm de diamètre) et d'un oranger, plus pale, la peau est douce. Les pépins - car ce triploïde a des pépins - ne produisent que des embryons nucellaires.
La rusticité semble médiocre pour un hybride de kumquat. Dans une évaluation réalisée à Savannah (zone de rusticité USDA 8b) les hybrides de kumquat, dont le procimequat survivent au gel, mais défolient et les tiges dépérissement. La plante n'a pas été retenue dans les essais de porte-greffe d'oranger (2010).

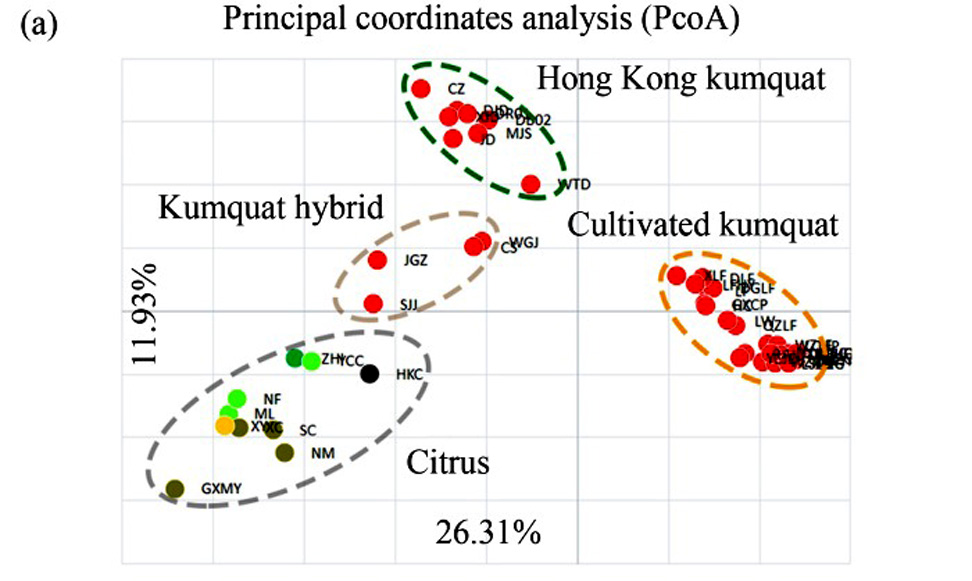
Les hybrides de F. hindsii, le kumquat sauvage de Hong Kong et de divers Citrus sont génétiquement bien distincts des kumquats cultivés isolés à droite (Chenqiao Zhu et al. 2022).

Dans leur Phylogénie des kumquats basée sur le séquence du génome entier, Chenqiao Zhu et al. (2022) décrivent une grande quantité de kumquats sauvages chinois (F. hindsii) dont la diversité génomique est faible. Ils n'ont séquencé que 4 hybrides de kumquat (le calamondin, le kumquat Changshou F. obovata, le Wenguangju et porte-greffe JGZ) dont le parent femelle est probablement Fortunella. Ces hybrides sont bien distincts des kumquats cultivés, 